# Dick Elffers
Dirk Cornelis (Dick) Elffers (Rotterdam, 9 december 1910 – Amsterdam, 17 juni 1990) was een Nederlandse beeldend kunstenaar.

## Levensloop

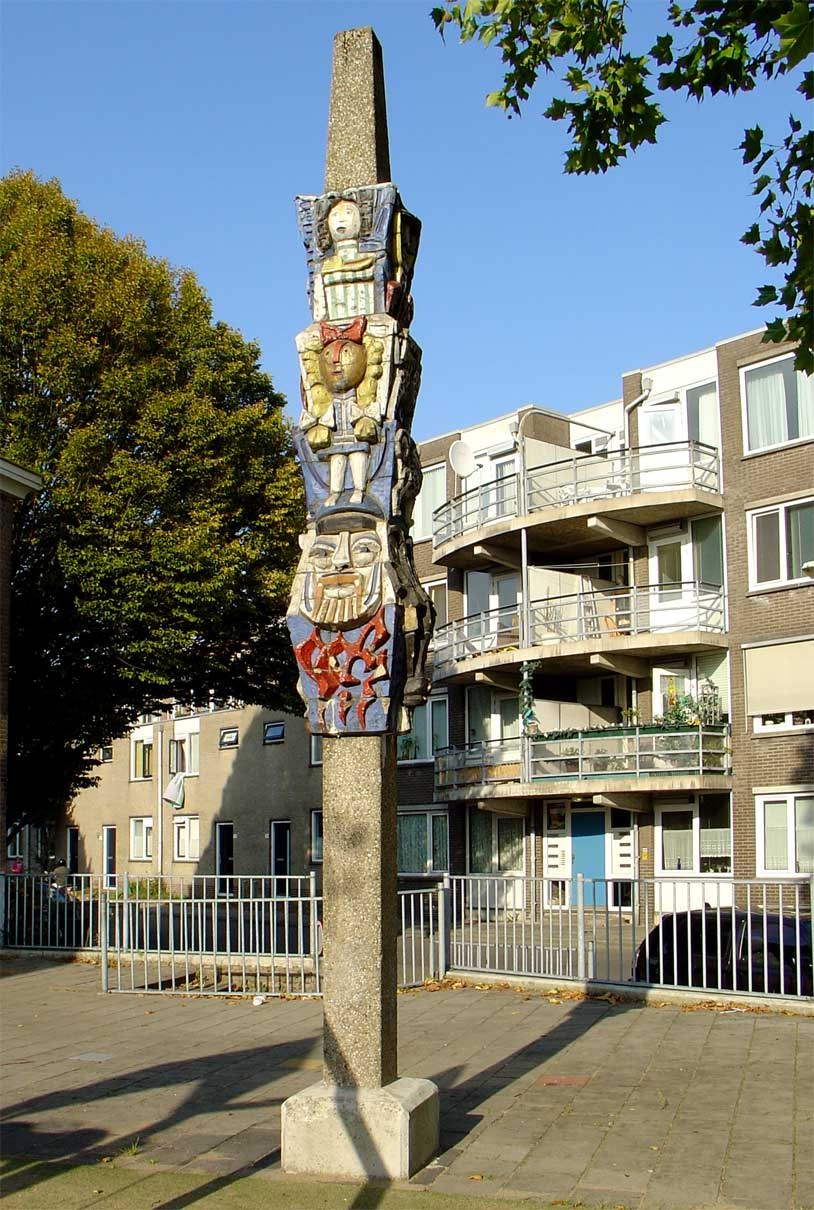
Totempaal (1961), Gouda

Elffers werd opgeleid aan de Rotterdamse kunstacademie tot grafisch ontwerper. Hij ontwikkelde zich tot een veelzijdig beeldend kunstenaar: tekenaar, schilder, graficus, boekbandontwerper, beeldhouwer, keramist en fotograaf. Naast uitvoerend kunstenaar was hij van 1970 tot 1976 als docent monumentale kunst verbonden aan de kunstacademie van 's-Hertogenbosch. Elffers ontving voor zijn typografisch werk de Staatsprijs voor Typografie. Werk van Elffers bevindt zich onder meer in de collectie van het Joods Historisch Museum. Elffers was ook als vormgever betrokken bij het Rijksmuseum Amsterdam, zowel wat betreft de grafische vormgeving van het museum als de museale opstellingen.

## Familie
Dick Elffers was de zoon van Gerard Elffers (1868-1941) en Petronella Smits (1870-1912). Hij had tien broers en zussen. Zijn broer Kees werd architect, zijn zus Jo interieurarchitecte. Dick was in 1941 getrouwd met de fotografe Emmy Andriesse (1914-1953) en hertrouwde in 1954 met Mien Harmsen (1915-2000). Hij is de vader van Paul Elffers en van schrijver, beeldend kunstenaar en illustrator Joost Elffers.

## Graficus
Elffers verzorgde gedurende 16 jaar (vanaf 1958 tot en met 1973) de grafische vormgeving van het driemaandelijkse, Engelstalige tijdschrift Delta - a review of arts, life and thought in the Netherlands. Elffers was van 1961 tot 1973, toen het tijdschrift werd opgeheven, tevens een van de redacteuren. In een monografisch overzicht in het winternummer 1964-65 van Delta getiteld Dick Elffers, An Art of Creative Arrangement gaf Lucas van der Land een overzicht van Dick Elffers als typograaf, affiche ontwerper, schilder, beeldhouwer en ruimtelijk kunstenaar. In het laatste nummer van Delta (winter 1973-74) besteedde dr. G.W. Ovink aandacht aan het werk van Dick Elffers als grafische vormgever van het tijdschrift, in het bijzonder aan de omslagen, die grote bekendheid genoten. Tevens ontwierp hij in 1969 postzegels ter gelegenheid van het 20-jarig jubileum van het Koningin Wilhelmina Fonds en in 1988 de Erasmus- en Concertgebouwzegels.
Samen met de schrijver Bert Schierbeek maakte hij het boek Op de bodem ligt lettergraniet en spreekt klare taal, een samenspel tussen woord en vorm.
De tentoonstelling Golden Age, over de hoogtepunten van honderd jaar Nederlands grafisch ontwerp, besteedde in 2008 en 2009 ruimschoots aandacht aan het werk van Elffers. In 2008 was deze tentoonstelling onder meer te zien in Boekarest, Sofia, Boedapest, Madrid en in het Graphic Design Museum te Breda. Tot september 2009 was Golden Age nog te zien in diverse andere Europese steden.

## Werk in de openbare ruimte (selectie)

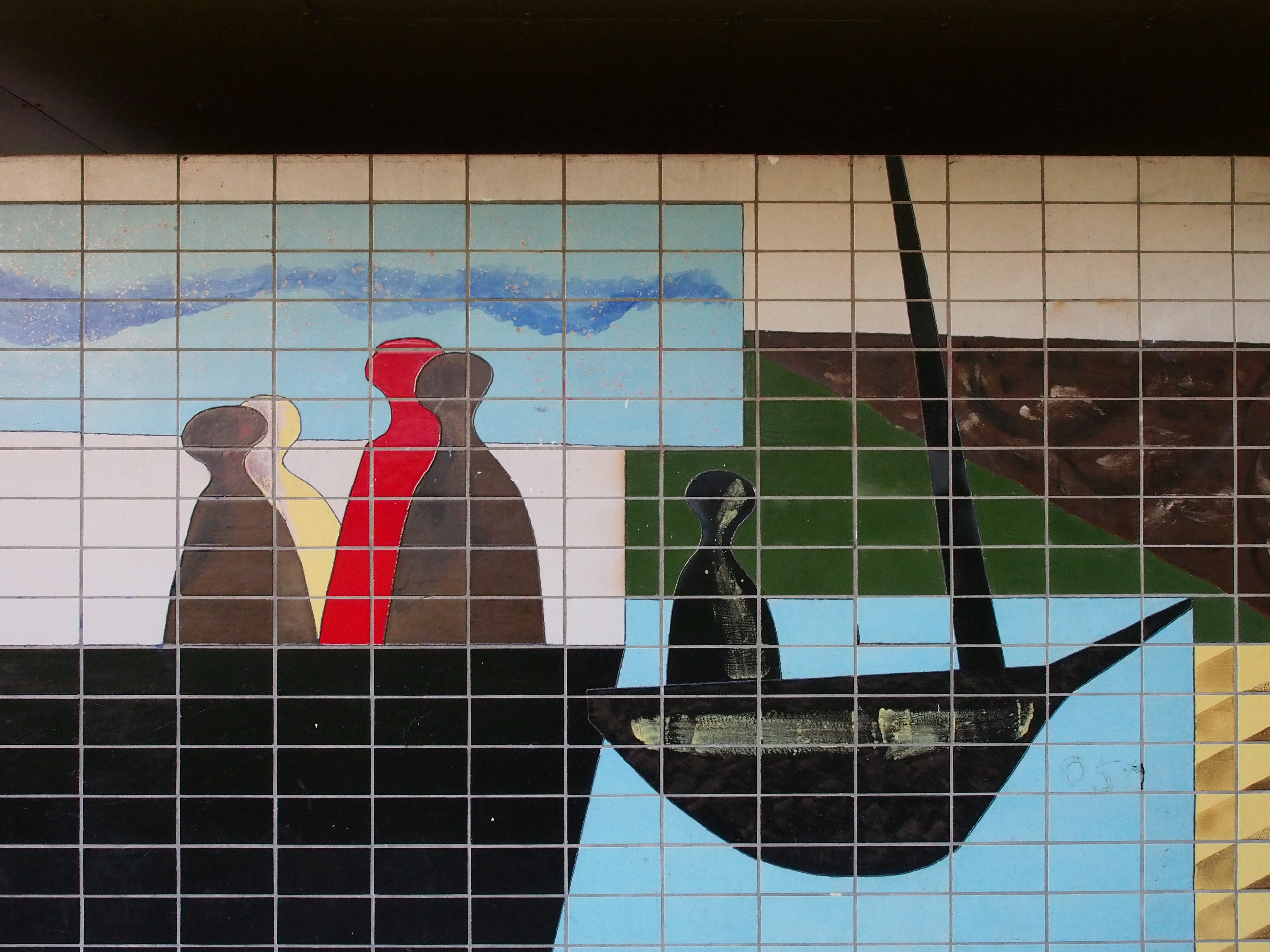
Tegeltableau fietsenstalling Gerrit Rietveld College (1965), Utrecht

- Leven (1959), een keramisch scherm in het auditorium/theater van het SS Rotterdam van de HAL
- De oerwereld van het dier ten opzichte van de synthetische wereld (1960-1961), een keramisch reliëf voor Shell, Rotterdam-Pernis
- RAI-reclametoren Het signaal (1961), Amsterdam
- Totempaal (1961), Gouda zie: afbeelding
- Cherubijnen (ook: Vissen) (1963), Louis Couperusstraat 133, Amsterdam (Amsterdam-Geuzenveld-Slotermeer)
- Tegeltableau fietsenstalling Gerrit Rietveld College (1965), Utrecht
- Joods monument (1988), Alphen aan den Rijn, in 1990 onthuld door Simon Wiesenthal[4]